# Les Pintades à Téhéran
 (mars 2025).
Motif : Est-il pertinent d'avoir un article détaillé pour chaque publication de la série Les Pintades ? Le tout sans sources secondaires...
- Archive Wikiwix
- Bing
- Cairn
- DuckDuckGo
- E. Universalis
- Gallica
- Google
- G. Books
- G. News
- G. Scholar
- Persée
- Qwant
- (zh) Baidu
- (ru) Yandex
- (wd) trouver des œuvres sur Wikidata

| 1. | Préciser le motif de la pose du bandeau. | Précisez le motif de la pose du bandeau en utilisant la syntaxe suivante : {{admissibilité à vérifier\|date=mars 2025\|motif=remplacez ce texte par le motif}}                              |
| 2. | Informer les utilisateurs concernés.     | Pensez à avertir le créateur de l'article, par exemple, en insérant le code ci-dessous sur sa page de discussion : {{subst:avertissement admissibilité à vérifier\|Les Pintades à Téhéran}} |

 (mai 2024).
Si vous disposez d'ouvrages ou d'articles de référence ou si vous connaissez des sites web de qualité traitant du thème abordé ici, merci de compléter l'article en donnant les références utiles à sa vérifiabilité et en les liant à la section « Notes et références ».
Les Pintades à Téhéran est un guide touristique écrit par une journaliste française, Delphine Minoui sous la direction de Layla Demay et Laure Watrin. Il est paru en 2007.

## Résumé
Les Pintades à Téhéran est un recueil de chroniques journalistiques et de bonnes adresses téhéranaises. L'ouvrage dépeint les modes de vie des Téhéranaises. Il recense environ 200 adresses d'établissements téhéranais.

## Chapitres
- Rebelles jusqu'au bout du tchador[1]
- Jamais sans mon cabas[1]
- Mystiques, superstitieuses et cancanières, où est le mal [1]?
- Du vent dans les voiles[1]
- Belles à damner un imam[1]
- Batifolages sous surveillance[1]
- Scène de ménage[1]
- Petits arrangements avec la censure[1]
- Plaisirs à huis clos[1]
- Khodâhâfez (Au revoir)[1]
- Carnet d'adresses[1]

## Ce titre dans d'autres formats et éditions
- 1 titre publié aux Éditions Jacob-Duvernet :
  - Delphine Minoui, Layla Demay (dir.) et Laure Watrin (dir.) (ill. Sophie Bouxom), Les Pintades à Téhéran : Chroniques de la vie des Iraniennes, Paris, Jacob-Duvernet, coll. « Les Pintades à », 23 mai 2007, 1re éd., 198 p., 15,5 cm × 24 cm × 1,6 cm, couverture couleur, broché (ISBN 978-2-84724-155-6 et 2-84724-155-8, « http://issuu.com/jacob-duvernet/docs/les_pintades_a_teheran?mode=embed&documentId=080311132203-9aa5147d60af492dbf26a1decce3ebb6&layout=grey »(Archive.org • Wikiwix • Archive.is • Google • Que faire ?) (consulté le 22 septembre 2017))

- 1 titre publié aux Éditions Le Livre de poche :
  - Delphine Minoui, Layla Demay (dir.) et Laure Watrin (dir.) (ill. Sophie Bouxom), Les Pintades à Téhéran : Chronique de la vie des Iraniennes, leurs adresses, leurs bons plans, Paris, LGF/Le Livre de poche, coll. « Le Livre de poche », 29 avril 2009, 1re éd., 288 p., 11 cm × 18 cm × 1,6 cm, couverture couleur, broché (ISBN 978-2-253-08483-9 et 2-253-08483-2, lire en ligne)